# ميشيل كلير
ميشيل كلير هو سياسي كندي، ولد في 16 يونيو 1950 في كندا. انتخب عضو الجمعية الوطنية في كيبك ‏.